# سرمت (ماده)
سِرمِه یا سرِمِت (به انگلیسی و فرانسوی: cermet) در بین کامپوزیت‌ها، سرمت‌ها نوعی کامپوزیت هستند که از طریق متالورژی پودری تولید می‌شوند و فاز غالب در آن سرامیک است و جزء فلزی در اقلیت است. سرمت از دو کلمهٔ سرامیک (céramique) و مِتال (métal، به‌معنی فلز) گرفته شده‌است.
کامپوزیت مخلوطی از دو یا چند جزء با ماهیت شیمیایی متفاوت است که به واسطهٔ یک محدودهٔ مرزی تحت عنوان فصل مشترک از هم مجزا شده‌اند. این اجزا غیرقابل انحلال در یکدیگرند و میل به ترکیب با هم را حتی در دماهای بالا ندارند.
کامپوزیت‌ها معمولاً شامل دو فاز زمینه و استحکام‌دهنده می‌باشند. فاز زمینه معمولاً پیوسته بوده و فاز استحکام‌دهنده در آن به صورت یکنواخت پراکنده شده‌است. خواص کامپوزیت به خواص فازهای تشکیل‌دهنده آن، درصد هر یک از اجزا و هندسه فاز استحکام‌دهنده بستگی دارد. منظور از هندسه فاز استحکام‌دهنده شکل، اندازه ذرات، نحوه توزیع و جهت‌گیری آنهاست.
البته در مورد کامپوزیت‌های لایه‌ای یا کامپوزیت‌هایی که از طریق متالوژی پودر ساخته می‌شوند پیوسته بودن فاز زمینه مفهومی ندارد.
فلسفه ساخت سرمت‌ها به خواص ذاتی سرامیک‌ها و فلزات برمی‌گردد به گونه‌ای که اصلی‌ترین دلیل ساخت سرمت‌ها کاهش تردی زمینه سرامیکی به وسیلهٔ حضور فاز ثانویه چکش‌خوار فلزی می‌باشد. سرامیک‌ها دارای مزیت‌های کاربردی بسیار خوبی بوده اما دارای محدودیت‌هایی می‌باشند که کاربرد آن‌ها را با مشکل مواجه نموده‌است که از جمله می‌توان به موارد زیر اشاره کرد:
1. ترد و شکننده بودن (چقرمگی کم) و عدم قابلیت شکل‌پذیری (عدم انعطاف‌پذیری) و عدم قابلیت کار مکانیکی سرد و گرم که در نتیجه وجود پیوندهای قوی چون کووالانت و یونی بین اجزاء تشکیل‌دهنده سرامیکی‌ها می‌باشد.
2. هدایت حرارتی و الکتریکی پایین به واسطه عدم وجود الکترون‌های آزاد و قفل شدن در پیوندهای شیمیایی
3. مقاومت به خستگی پایین
4. مقاومت به شوک حرارتی کم
5. حساسیت زیاد سرامیک‌ها به عیوب و پراکندگی زیاد خواص در آنها

در مقابل، فلزات دارای انعطاف‌پذیری خوبی بوده اما دارای نقاط ضعفی هم می‌باشد که از جمله می‌توان به موارد زیر اشاره کرد:
1. مقاومت به سایش کم‌تر
2. مدول الاستیسیته پایین
3. مقاومت به خزش کم در دماهای بالا
4. ضریب انبساط حرارتی نسبتاً بالا (ثبات ابعادی پایین)
5. استحکام کمتر نسبت به سرامیک‌ها به‌ویژه در دماهای بالا

با ساخت کامپوزیت‌هایی از نوع سرمت می‌توان مزایای فلز و سرامیک را در یک ماده جمع نموده و نقاط ضعف مربوط به هر یک را برطرف کرد.
جزء سرامیکی سرمت‌ها و عموماً مواد معدنی، ترکیبات غیرفلزی کریستالی و بیش از همه عملاً ترکیبات ترد و سخت اکسیدی، نیتریدی و کاربیدی تشکیل می‌دهد که از بین آن‌ها آلومینا متداول‌ترین فاز سرامیکی برای سرمت‌ها شناخته شده که می‌تواند به دلیل پایداری شیمیایی، مقاومت به سایش، دانسیته نسبتاً پایین و پایداری و مقاومت حرارتی بالای آن باشد فازهای فلزی مورد استفاده معمولاً فلزات نسبتاً پایدار در محیط‌های شیمیایی و حرارتی، قابلیت ترشوندگی خوب و در ضمن قابلیت واکنش‌دهی خوب در واکنش آلومینوترمیک می‌باشد از فلزات مورد استفاده می‌توان به Fe,Ni,Co,Cr,Pb,Mo,Al … اشاره نمود.

## تاریخچه‌ای از توسعه تولیدات سرمت
به‌طور کلی سرمت‌ها برای کاربردهایی نظیر ابزار برش استفاده می‌شدند. در حدود ۵۰ سال پیش، آن‌ها در کاربردهای دیگری نیز به ایفای نقش پرداختند همانند سیستم‌های پیشرانش (فشار به سوی جلو).
در حالی که از این مواد انتظار می‌رود که خواص سرامیک مانند رفتار دیرگدازی، مقاومت و پایداری در مقابل خوردگی، به‌طور مفیدی با بخش پایهٔ فلزی که خواصی مانند شکل‌پذیری بالا، و هدایت حرارتی دارد همکاری نماید و دیگر اینکه بعضی از مواد عالی جدید برای کاربردهای با دماهای بسیار زیاد تولید شوند. متأسفانه با وجود تلاش‌های بسیار در ایالات متحده و اروپا در طول دههٔ ۱۹۵۰ این اهداف حاصل نشدند. میزان چکش خواری و سختی حاصل از بخش چسبانندهٔ فلزی برای بسیاری از کابردهای حیاتی نظیر موتور توربو جت (هواپیمای جت توربین دار) و پره‌های جت ایستگاه گازی یا تیغه‌های نازل‌ها، ناکافی باقی ماند. هر چند که در موارد دیگر، سرمت‌ها، مواردی را برای مواد مورد استفاده در مهندسی بهبود بخشیدند، به خصوص در ابزاری که بر پایهٔ کاربید تیتانیم(TiC) یا کربونیتراید تیتانیم(TiCN) هستند، سرمت‌های بر پایهٔ بورید زیرکونیوم(ZrB2) و بقیه که شامل اکسید آلومینیوم(Al2O3)، کاربید بور(B4C) یا ترکیبات دیرگداز همراه با الماس هستند، خواص یکسانی دارند. بعضی‌ها به‌طور اقتصادی در طیف وسیعی از کاربردها که شامل ابزارهای ماشین کاری گرم، شفت‌ها و بدنه در پوش لوله‌های فلزی، اجزاء شیر فلکه و بخش‌های پوشاننده، لوله‌ها و نازل‌ها، اجزاء موتور موشک، گیره‌های کوره بکار می‌روند.
یکی از کاربردهای مهم سرمت‌ها شامل مواد ابزار برش می‌باشد که ازTiC یا TiCN به عنوان فاز به شدت دیرگداز، استفاده می‌کند. همچنین کاربید مولیبدن و دیگر کاربیدها بر اساس فرمول بندی این سرمت‌ها ساخته می‌شوند. مقاومت به خوردگی و سایش لبه و دیواره مواد ابزار ساخته شده از سرمت TiCوTiCN بهتر از ابزارهای کاربیدهای سمانته شده معمول (که کبالت مخلوط با کاربید تنگستن است) می‌باشد. در مقایسه با ابزارهای برش سرامیکی سرمت‌ها دارای ویژگی‌های مواد ابزار برش هستند که قادر است فاصله بین کاربیدهای سمانته شده معمولی و سرامیک‌ها را پر سازد.
یکی دیگر از کاربردهای صنعتی سرمت احیاگری مکانیکی (ترمیم) است. به گونه‌ای که اگر سرمت را به محلهای خوردگی همراه روانکار (روغن یا گریس) تزریق کنیم، در صورتی که محیط انرژی لازم یعنی دما و فشار مناسب را جهت واکنش‌ها داشته باشد، سرمت باعث می‌شود ذرات فلز موجود در ماده روانکار به سطوح خورده شده بازگشته و به مرور زمان خوردگی ترمیم می‌شود.
در این روش نیازی به توقف تجهیز نبوده و تعمیر در حین کار و بهره‌برداری عادی تجهیز صورت می‌پذیرد.
اصطلاح "Revitalization" از واژه لاتین(vita) به معنی زندگی گرفته شده و به معنای احیای مجدد است. کشف پدیده احیاگری مبتنی بر فرایندهای فیزیکی و شیمیایی انحصاری است که تحت شرایط ویژه‌ای در ناحیهٔ دارای اصطکاک رخ می‌دهد.
سرمت حاوی یک نوع ماده اولیه و یک کاتالیزور است، انرژی اضافی حاصل از اصطکاک گرما و فشار را صرف تشکیل سطحی جدید بر روی قطعات می‌کند. فرایند احیاگری به محض آنکه شکل هندسی قطعه (یا قطعات دستگاه) ترمیم شده و به شکل اولیه بازگردد، پایان می‌یابد. با انجام عملیات احیاگری قطعاتی که در تماس با یکدیگر هستند با هم کاملاً انطباق می‌یابد. پس از احیاگری سطوح قطعات به مانند شیشه صیقلی می‌گردند. ضخامت این لایه‌های بازسازی شده بر روی قطعات فرسودهٔ پمپ‌ها چند میکرون، در مورد موتور خودروها تا ده‌ها میکرون و بر روی چرخ دنده‌ها تا صدها میکرون می‌رسد.

## طبقه‌بندی
سرمت‌ها می‌توانند بر طبق اجزاء دیرگدازشان طبقه‌بندی شوند. در این سیستم، رده‌های اصلی سرمت‌ها با حضور شش جزء مشخص می‌شود.
کاربیدها، کربونیتریدها، نیتریدها، اکسیدها، بوریدها و انواع مواد کربن دار.
فاز چسبانندهٔ فلزی می‌تواند از عناصر گوناگونی تشکیل شود، به صورت تنها یا به صورت ترکیبی، مانند نیکل، کبالت، آهن، کروم، مولیبدن و تنگستن؛ همچنین می‌تواند شامل دیگر فلزات نیز مانند فولاد زنگ نزن، سوپر آلیاژها، تیتانیم، زیرکونیوم یا بعضی از آلیاژهای با نقطه ذوب پائین مس یا آلومینیوم نیز باشد. حجم کل فاز چسباننده تماماً به خواص مورد نظر و استفاده نهایی مورد نظر از ماده بستگی دارد. این حجم می‌تواند از ۱۵ تا ۸۵ درصد باشد، اما برای کاربردهای ابزار برش، به‌طورکلی، کمتر از نصف از مقدار کل نگهداشته می‌شود (برای مثال ۱۰ تا ۱۵ درصد از درصد وزنی) اتصال (پیوند) فلزی برای هر سرمت به منظور رسیدن به ساختار و خواص مورد نظر برای کاربردی خاص،انتخاب می‌شود. گروه فلزات آهنی و آلیاژهای آن‌ها در طبقهٔ فلزات سخت کاربید تنگستن سمانته شده غالب هستند؛ نیکل و به میزان کمتر کبالت و آهن ترکیبات مطلوب را برای سختی بالا و چکش خواری خوب دارا می‌باشند.
با تمام این احوال، ماده چسباننده برای یک سرمت می‌تواند از گروهی از فلزات واکنش پذیر انتخاب شود مانند تیتانیم یا زیرکونیوم یا می‌تواند از یک سری از فلزات دیرگداز که شامل کروم، نیوبیوم، مولیبدن و تنگستن می‌باشد، انتخاب شود. فلزات و آلیاژهای کمتر ذوب شونده و در درجه اول آن‌هایی که بر پایهٔ مس و آلومینیوم می‌باشند. از لیست چسباننده‌ها و از انتهای مقیاس حرارتی آن خارج هستند. با این وجود اغلب آلومینیوم در کامپوزیت‌های با زمینه فلزی وجود دارد.

## سرمت‌های با پایهٔ کاربید
سرمت‌ها با پایهٔ کاربید بزرگ‌ترین دسته از سرمت‌ها هستند، حتی اگر لغت سرمت بسیار سخت گیرانه بکار رود و گسترهٔ وسیعی از کاربیدهای سمانته شده بکار رفته در ابزار برش و بخش‌های پوشاننده بر پایهٔ کاربید تنگستن را در نظر نگیرد. از زمان تکنولوژی سرمت، مفهوم برجسته به این صورت بوده‌است که این مواد بر پایهٔ تیتانیوم کارباید به عنوان بخش سخت اصلی و نیز بخش دیر گداز هستند که با اتصال به یکدیگر، هر نوع از فلزات یا آلیاژهای شکل‌پذیر دیرگداز را تشکیل می‌دهند (بیشتر از آنچه برای کاربیدهای سمانته شده تنگستن استفاده شده‌است
سرمت‌های تیتانیوم کارباید کاربردهایی در ابزار و پوشش‌های مقاوم، همچنین در سیستم‌هایی که برای دماهای بالا و فشارهای زیاد بکار می‌روند همچنین در محیطهای خورنده استفاده می‌شوند. سرمت‌های با پایهٔ SiCو بور کار باید که عموماً به عنوان کامپوزیت زمینه فلزی طبقه‌بندی می‌شوند اهمیت ویژه‌ای در صنایع به خصوص در پوشش‌ها و قسمت‌های ضد سایش و ضد خوردگی به‌دست آورده‌اند؛ همچنین این مواد در کاربردهای راکتور هسته‌ای نیز استفاده شده‌اند؛ موادی با پایهٔ کاربید کروم برای انواع مختلفی از کاربردهای مقاوم به خوردگی و نیز به عنوان بلوک‌های مدرج و شاخص استفاده شده‌اند؛ با این حال به نظر می‌رسد که آن‌ها بسیاری از استفاده‌های صنعتی خود را از دست داده‌اند.

### سرمت‌های با پایهٔ کربونیترید
سرمت‌های با پایهٔ کربونیترید می‌توانند همراه با انواع مختلف کاربیدها یا بدون آن‌ها تولید شوند آن‌ها با چسباننده‌های عادی کاربید سمانته شده به هم چسبیده‌اند.
در حال حاضر این مواد جزء اولین سرمت‌ها برای به کار برده شدن در ابزارها می‌باشند که به دلیل بهبود چسبندگی بین دانه‌های سخت کاربید و فلز چسباننده، مقاومت آن‌ها افزایش یافته و این مواد را برای ابزارهای برش با سرعت بالا مناسب ساخته‌است. بهبود چسبندگی نتیجه‌ای است از بهم آمیختن و اختلاط (بدون آنکه خواص آن تغییر کند) در سیستم‌های چهار گانهٔ MoN,MoC,TiN,TiCکه سبب جابجایی بازگشتی در دو فاز هم ساختار می‌شود که به‌طور اساسی قابلیت مرطوب شدن چسب را بهتر می‌کند.

### سرمت‌های با پایهٔ نیترید
سرمت‌های با پایهٔ نیترید یک طبقهٔ خاص از مواد سازندهٔ ابزار را تشکیل می‌دهند. نیترید تیتانیم و به خصوص نیترید بور مکعبی(CBN) در صورتی که با یک مادهٔ چسبانندهٔ سخت ترکیب شوند، ابزارهای برش بسیار عالی را تولید می‌کنند. نیترید تیتانیم و نیترید زیرکونیوم(ZrN) که خود را به عناصر سخت فلزی متصل کرده‌اند، برای مقاصد، مقاوم به فرسایش و نیز مقاوم به گرمای خاص تولید می‌شوند.

### سرمت‌های با پایهٔ اکسید
سرمت‌های با پایهٔ اکسید دسته‌ای را تشکیل می‌دهند که اورانیوم اکسید یا دی‌اکسید توریوم را شامل می‌شود که برای اجزاء شکاف هسته‌ای در عناصر سوخت آن به کار می‌روند آلومینیم اکسید یا دیگر اکسیدهای بسیار دیرگداز برای سازندگان و کسانی که با فلزات به صورت مایع سرو کار دارند (برای مثال مجرای جریان فلز مذاب) و نیز بخش‌های دیگر کوره استفاده می‌شود؛ و سیلیسیم اکسید که برای عناصر اصطکاکی مناسب است. مخلوط آلومینیوم اکسید با تیتانیوم کارباید برای ابزار ماشین کاری به روش گرم مناسب است.

### سرمت‌های با پایهٔ بوراید
سرمت‌های با پایهٔ بوراید، فاز غالبشان بوراید یکی از فازهای انتقالی است. این سرمت‌ها مقاومت در مقابل سایش و دماهای بالایی را برای کار به همراه فلزات فعال مانند آلومینیوم در حالت ذوب شده یا بخار ایجاد می‌کنند. ترکیبی از زیرکونیم بوراید و کلسیم کارباید در مقابل فرسایش ناشی از گازهای شیمیایی پیشران موشک‌ها مقاوم است.

### سرمت‌های محتوی کربن
سرمت‌های محتوی کربن، موادی هستند که شامل گرافیت، به نسبت‌های مختلفی می‌باشند. این مواد برای رنگ‌ها و اتصالات الکتریکی یا به عنوان بخش تشکیل دهندهٔ کوچکی که روانکاری را در عناصر سایشی ایجاد می‌کنند استفاده می‌شوند. همچنین در این رده قطعات الماس درون زمینه فلزی وجود دارد که برای ابزار خاص استفاده می‌شود.